# Molly Gordon

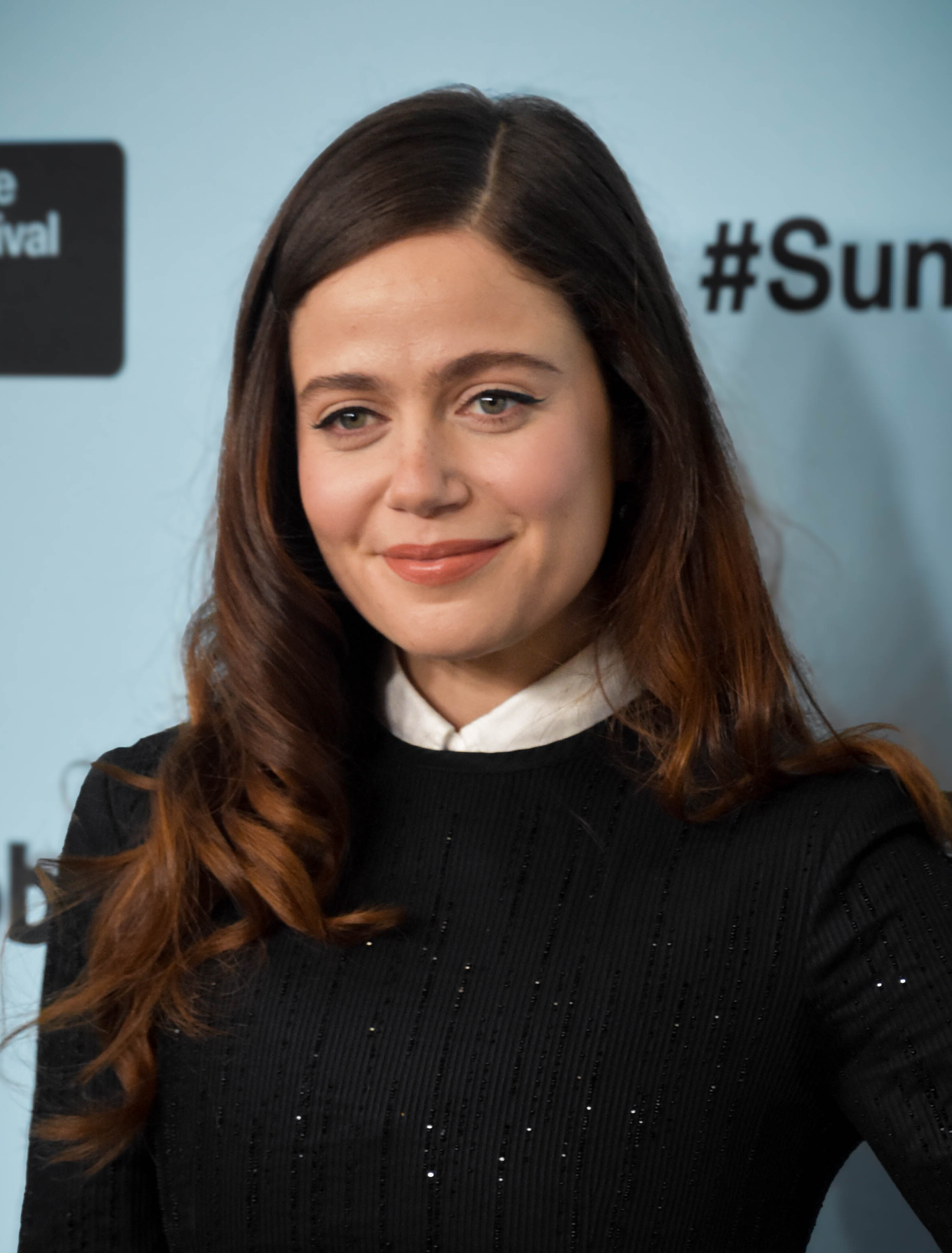
Molly Gordon (2025)

Molly June Gordon (* 6. Dezember 1994 in Los Angeles, Kalifornien) ist eine US-amerikanische Schauspielerin.

## Leben
Molly Gordon wurde 1994 als Tochter der Filmemacher Jessie Nelson und Bryan Gordon in Los Angeles geboren und wuchs dort auch auf. Bereits als Kind trat sie am Theater mit Ben Platt, Beanie Feldstein und Noah Galvin auf. 2001 gab sie ihr Schauspieldebüt unter der Regie ihrer Mutter im Filmdrama Ich bin Sam. 2005 folgte eine weitere Rolle in der Filmkomödie Verliebt in eine Hexe.
2014 zog Gordon nach New York City. Bald erhielt sie kleinere Rollen in Fernsehserien wie Sin City Saints und Orange Is the New Black. Ab dem Jahr 2016 trat sie in drei Staffeln der Dramaserie Animal Kingdom als Nicky Belmont auf. 2018 war Gordon als Maddie, Tochter der von Melissa McCarthys gespielten Hauptfigur, in der Komödie How to Party with Mom zu sehen. Im Jahr darauf übernahm Gordon an der Seite von Beanie Feldstein und Kaitlyn Dever in der Komödie Booksmart die Rolle der Triple A. Ebenfalls 2019 trat Gordon in der Off-Broadway-Produktion Alice by Heart als Alice auf.
Beim Sundance Film Festival 2023 feierte die Komödie Theater Camp ihre Premiere, bei der Gordon neben Ben Platt die Hauptrolle übernahm und gemeinsam mit Nick Lieberman auch für die Regie verantwortlich zeichnete. Das Drehbuch hatten Gordon, Platt, Lieberman und Noah Galvin geschrieben.

## Filmografie (Auswahl)
- 2001: Ich bin Sam (I am Sam)
- 2005: Verliebt in eine Hexe (Bewitched)
- 2015: Sin City Saints (Fernsehserie, Episode 1x08 Because Vegas)
- 2015: Orange Is the New Black (Fernsehserie, Episode 3x12 Don't Make Me Come Back There)
- 2015: Ithaca
- 2015: Alle Jahre wieder – Weihnachten mit den Coopers (Love the Coopers)
- 2016–2018: Animal Kingdom (Fernsehserie, 27 Episoden)
- 2018: Our Cartoon President (Fernsehserie, 9 Episoden, Sprechrolle)
- 2018: How to Party with Mom (Life of the Party)
- 2019: Booksmart
- 2019: Good Boys
- 2019–2022: Ramy (Fernsehserie, 3 Episoden)
- 2020: Shiva Baby
- 2020: The Broken Hearts Gallery
- 2022: Am I OK?
- 2022: There There
- 2022–2023: Winning Time: The Rise of the Lakers Dynasty (Fernsehserie, 17 Episoden)
- 2023: You People
- 2023: Theater Camp (auch Regie, Drehbuch und Produktion)
- seit 2023: The Bear: King of the Kitchen  (The Bear, Fernsehserie)
- 2025: Oh, Hi!